# Adriaan van der Hoop jr.
Adriaan van der Hoop jr. (Rotterdam, 17 juni 1802 - aldaar, 4 november 1841) was een Nederlands dichter en literatuurcriticus. Hij wordt gezien als een van de voorlopers van de literaire vernieuwingsbeweging uit de jaren ’30 van de 19e eeuw, bekend geworden onder de naam Jong Holland.

## Levensloop
Adriaan van der Hoop werd geboren in 1802 in Rotterdam als zoon van Adriaan van der Hoop en Maria Rochussen. Op het gebied van lezen en schrijven was hij autodidact, omdat hij daar geen opleiding in genoten heeft. Hij leerde met name de Engelse, Franse en Hoogduitse taal en kon zich daarnaast redden in het Latijn. In 1826 trouwde hij met Dorothea Wilhelmina Engels.
Vanaf 1830 schreef hij poëzie. In die periode was hij een uitzondering door te dichten over de actualiteit. Zo waren onder andere Tiendaagsche veldtogt en Rouwklagt bij het overlijden van Neérlands Koningin erg populair. In 1832 richtte Van der Hoop samen met mr. P.S. Schull het tijdschrift Bijdragen tot Boeken en Menschenkennis op en was daar onderdeel van de redactie. Ook was hij lid en bestuurder van het letterkundige genootschap Verscheidenheid en Overeenstemming in Rotterdam. Hij droeg daar, net als bij Diversa sed Una in Dordrecht en Dilegentia in Den Haag, zijn gedichten voor. Tevens was Van der Hoop jr. lid van de Maatschappij der Nederlandse Letterkunde, correspondent der 2de klasse van het Koninklijk Nederlands Instituut en ridder in de orde van de Nederlandse Leeuw. Hij overleed 4 november 1841 op 39-jarige leeftijd in Rotterdam.